# Rectina
Rectina fue una dama amiga del escritor romano Plinio el Viejo. Durante la erupción del Monte Vesubio en el año 79 d. C. Este erudito recibió un mensaje de ella, que le decidió a fletar unas galeras en cuanto lo permitieran los vientos. Así podría observar desde los alrededores de Herculano lo que estaba sucediendo, ya que él estaba observando a mayor distancia, y también para intentar rescatar y de alguna manera apoyar, a algunas de las personas de las ciudades situadas al pie del volcán.
Finalmente, la dirección del viento cambió, y Plinio pudo partir desde Miseno con dirección a Herculano, pero cuando ya estaba cerca de su objetivo, sus barcos comenzaron a recibir una lluvia de piedras y ceniza, que lo decidieron entonces a dirigirse a Estabia, donde residía otro amigo, Pomponiano.
Los barcos de Plinio se alejaron pues de la orilla y de Herculano, y por tanto Rectina no pudo ser rescatada; no existe documentación de si sobrevivió o no a este cataclismo. El propio Plinio murió asfixiado por los gases tras desembarcar más abajo en la costa.

## Rectina en la literatura moderna
Rectina aparece como personaje en el libro 2 de la obra de Caroline Lawrence titulada Los secretos del Vesubio, perteneciente a su serie de ficción dramática Misterios romanos (formada por doce libros en total) escrita para niños. En esa historia, Rectina es presentada como esposa de Tacio Pomponiano de Estabia (consultar mapa de esa época de la bahía de Nápoles, en la referencia).
Varias escenas del superventas del novelista Robert Harris Pompeya se desarrollan en la Villa de los Papiros, justo antes de ser alcanzada por la erupción. En esta historia, se afirma que la villa pertenece al aristócrata Pedio Casco y su esposa Rectina. Al comenzar la erupción, Rectina se prepara para evacuar la biblioteca y envía un mensaje urgente a su viejo amigo, Plinio, que comanda la Armada Romana en Miseno al otro lado de la bahía de Nápoles. Plinio embarca de inmediato en un buque de guerra, y llega a ver la villa, pero la erupción le impide llevarse a Rectina y su biblioteca - que queda para ser descubierta por los arqueólogos modernos.